# Modern Sounds in Country and Western Music Volume Two
Modern Sounds in Country and Western Music Volume Two är ett musikalbum av Ray Charles som lanserades 1962 på ABC Records. Efter att Modern Sounds in Country and Western Music blivit en stor succé beslutade skivbolaget och Charles snabbt att göra en uppföljare, och detta album släpptes bara några månader efter första utgåvan. Till skillnad från det första albumet var detta album mer tydligt uppdelat stilmässigt. Snabbare låtar med storband och The Raelettes fanns på skivsida ett och låtar med kör och stråkarrangemang på skivsida två. Med albumet fick Charles stora hitsinglar med sina versioner av "You Are My Sunshine" och "Take These Chains from My Heart". Båda topp 10-noterades på Billboard Hot 100-listan.

## Låtlista
(kompositör inom parentes)
1. "You Are My Sunshine" (Jimmie Davis, Charles Mitchell) - 3:01
2. "No Letter Today" (Ted Daffan) - 3:01
3. "Someday (You'll Want Me to Want You)" (James Hodges) - 2:41
4. "Don't Tell Me Your Troubles" (Don Gibson) - 2:07
5. "Midnight" (Boudleaux Bryant, Chet Atkins) - 3:17
6. "Oh Lonesome Me" (Don Gibson) - 2:10
7. "Take These Chains from My Heart" (Fred Rose, Hy Heath) - 2:57
8. "Your Cheating Heart" (Hank Williams) - 3:35
9. "I'll Never Stand in Your Way" (Fred Rose, Hy Heath) - 2:20
10. "Making Believe" (Jimmy Work) - 2:52
11. "Teardrops in My Heart" (Vaughn Horton) - 3:04
12. "Hang Your Head in Shame" (Fred Rose, Edward Nelson, Steve Nelson) - 3:16